# Salvadora Abella y Baroni
Salvadora Abella y Baroni (Espanya, s. XIX-XX) va ser una soprano i professora de cant espanyola. Va actuar a París, on es va educar, i Madrid, on va ser professora del Reial Conservatori Superior de Música.
Va cursar estudis de música i cant a París amb Madame Lagranje. Va viure diversos anys a la capital francesa, participant a diversos concerts, en col·laboració amb artistes com Fauré, Capoul, Ragaus i Tragó, donant a conèixer a la música de Wagner. La col·laboració amb Tragó va ser mercès de les audicions i concerts patrocinades per la reina Isabel II d'Espanya, a l'exili des de 1868. Dos concerts que esmenta Baltasar Saldoni van ser al teatre de l'Alhambra de Madrid (1878) i a la sala Herz de París, el darrer en col·laboració amb l'arpista Esmeralda Cervantes.
En tornar definitivament a Espanya, va entrar a formar part del professorat del Conservatori de Madrid, però també va continuar participant en concerts de nou amb Tragó i altres artistes com Bel i Mireski. Des de 1890 aproximadament es va dedicar a la docència, i el 1910 va presentar-se a les oposicions del conservatori per ocupar una de les places vacants, i el 28 de febrer de 1911 el Ministeri d'Instrucció Pública la va nomenar professora numerària de cant.